# Archibaldo Cochrane, 9.º conde de Dundonald
Archibaldo Cochrane FRSE, 9.º conde de Dundonald, (1 de janeiro de 1748 - Paris,1 de julho de 1831) foi um nobre e inventor escocês.

## Biografia
O filho de Thomas Cochrane, 8.º conde de Dundonald, ingressou no exército britânico quando jovem e também serviu na Marinha Real antes de retornar a Culross em 1778, depois de herdar o condado de Dundonald de seu pai. Ele herdou um título e terras familiares, mas pouco dinheiro. Sem nenhum outro meio de suporte, Archibald virou a invenção.
O invento mais conhecido de Cochrane foi um método para fazer alcatrão de hulha (patenteado em 1781) em escala industrial. A British Tar Company investiu em obras; foi administrado por John Loudon McAdam. O subproduto de coque foi usado, em parte, por uma siderúrgica em Muirkirk, e a inflamabilidade do subproduto do gás de carvão foi reconhecida, mas não capitalizada. McAdam comprou a empresa, mas o acordo ficou prejudicado.
Cochrane esperava que ele pudesse vender o alcatrão como um selante para os cascos de navios para a Marinha Real. Após a realização dos contatos com o Almirantado britânico, realizou-se um teste em uma bóia. A bóia foi revestida de um lado e deixada sem revestimento na outra. Depois de algum tempo, a metade não revestida estava vazando e cheia de vermes e percevejos, enquanto a metade tratada estava em boas condições. Foi elaborada uma patente para sua invenção, enquanto as propriedades familiares eram usadas como garantia.
A técnica do alcatrão de carvão era um rival para revestimento de cobre, preferido pelo Almirantado. Foi argumentado que também eram interesses poderosos em jogo, estaleiros que precisavam do negócio de manutenção. A patente expirou, e a Marinha Real adotou a mistura de alcatrão.
Outros experimentos com produção de alúmen, fazer pão de batatas e fabricação de tintas também se mostraram improdutivos. Suas experiências com a produção de refrigerante a partir do sal da mesa mostraram-se mais bem-sucedidas, mas não foram suficientes para reverter suas desgraças financeiras.
Em 1784, perto do início da Sociedade, foi eleito membro da Sociedade Real de Edimburgo. Seus proponentes eram James Hutton e Adam Smith.
Cochrane morreu empobrecido em Paris aos 83 anos. O condado de Dundonald passou para o filho Thomas Cochrane.

## Família
Ele se casou três vezes. Sua primeira esposa era Anne Gilchrist, filha do capitão James Gilchrist, que casou em 1774. Após sua morte, casou-se com Isabella Mayne, viúva e filha de Samuel Raymond, em 1788. Sua terceira esposa era Anna Maria Ploughden, filha de Francis Ploughden com quem ele se casou em 1819. Ele teve quatro filhos: Thomas Cochrane, que era um oficial bem sucedido da Marinha Real, Basil Cochrane, que serviu brevemente na Marinha Real antes de se transferir para o Exército britânico, William Erskine Cochrane, que serviu no Exército britânico e Archibald Cochrane que também serviu na Marinha Real.